# Litargirio
El litargirio es un mineral de la clase de los minerales óxidos cuya fórmula química corresponde al óxido de plomo (II), PbO.
Fue identificado como especie mineral (y diferenciado de la masicotita) por Esper S. Larsen en 1917 en un afloramiento de mineral de plomo en el pico Cucamonga en el condado de San Bernardino, estado de California (EE. UU.). Su nombre proviene del griego litargiros, término asignado por Dioscórides al material obtenido en el proceso de separación de plomo y plata por pirometalurgia. Otro nombre de este mineral es litargita.

## Propiedades
El litargirio tiene color rojo, es transparente y presenta un brillo graso, aceitoso. En la escala de Mohs posee dureza 2, semejante a la del yeso o a la del azufre. Su densidad es de 9,14 g/cm³.
Es dimorfo de la masicotita, de igual fórmula química, pero mientras esta cristaliza en el sistema ortorrómbico, el litargirio lo hace en el sistema tetragonal. A 488 °C el litargirio se transforma en masicotita.
En ocasiones, el litargirio puede ser confundido con el mineral de minio ((Pb2+)2Pb4+O4), el cual cristaliza también en el sistema tetragonal y tiene una composición y color parecidos.
Suelen encontrarse ambos asociados en la naturaleza, siendo el litargirio en este caso un producto de alteración de la masicotita.
Al ser un mineral de plomo, siempre hay que lavarse las manos tras su manipulación. Debe evitarse inhalar el polvo al romperlo y nunca lamerlo o ingerirlo.

## Morfología y formación
El litargirio aparece como mineral secundario en yacimientos de otros minerales del plomo como producto de la alteración de estos. En este ambiente, suele encontrarse asociado a otros minerales como plomo nativo, galena, masicotita, palttnerita o hidrocerusita.

## Yacimientos
La localidad tipo se corresponde con el lugar de su descubrimiento, cercano al pico Cucamonga en la Sierra de San Gabriel (California, Estados Unidos). En este mismo país hay depósitos en Arizona (en Klondyke, Tonopah y Ko Vaya, entre otras localizaciones) así como en Massachussets, en las antiguas minas de plomo cercanas a Loudville.
Asimismo, en México hay diversos yacimientos, entre los que cabe citar los de Asientos (Aguascalientes), Batopilas (Chihuahua), Guanaceví (Durango), Bolaños (Jalisco) y Concepción del Oro (Zacatecas). También Bolivia cuenta con depósitos de este mineral, en la provincia de Mizque.